# Consulaat (diplomatie)

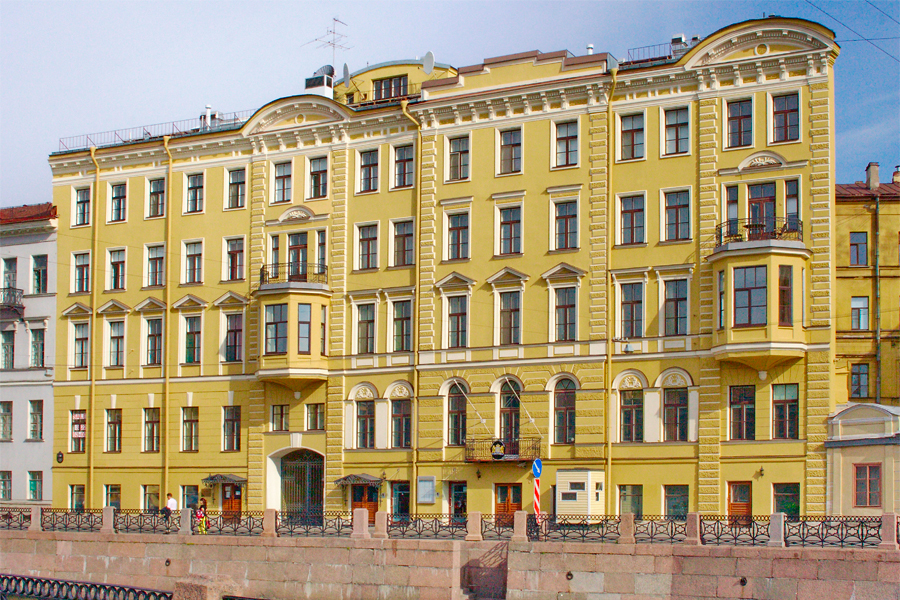
Consulaat-Generaal van het Koninkrijk der Nederlanden in Sint-Petersburg

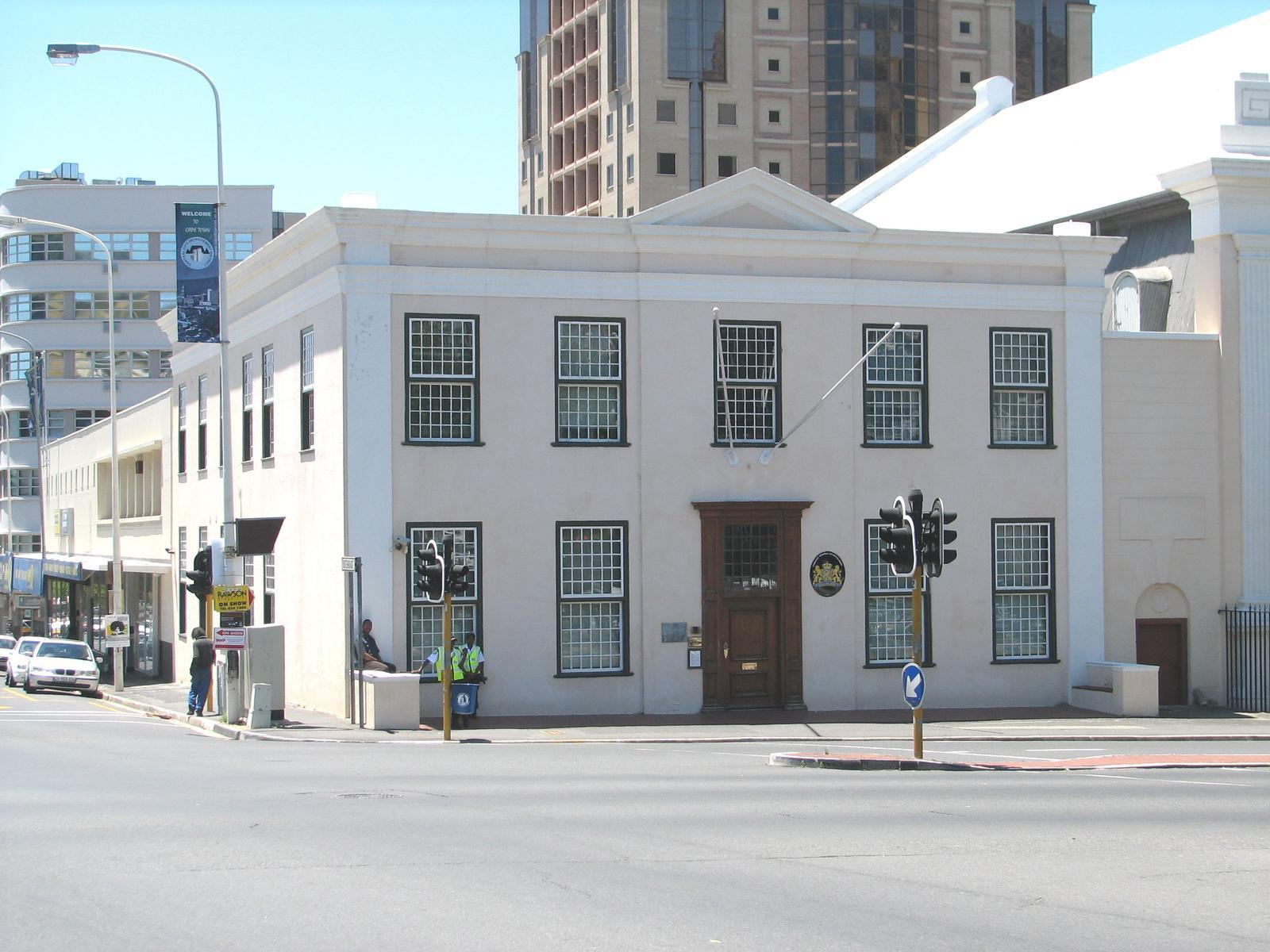
Consulaat-Generaal van het Koninkrijk der Nederlanden in Kaapstad, Zuid-Afrika

Een consulaat vertegenwoordigt een land in een ander land, ten behoeve van de onderdanen in het land van vestiging. 
De geleverde diensten betreffen vooral de afgifte van reisdocumenten (paspoorten voor staatsburgers van het land van herkomst en visa voor burgers uit het gastland), waaronder nooddocumenten, formaliteiten op het gebied van de burgerlijke stand (huwelijk, echtscheiding, geboorte, overlijden), het personen- en familierecht en het notariaat, de afgifte van diverse consulaire verklaringen certificaten, de afgifte van rijbewijzen, identiteitsbewijzen, hulp bij vervoer van stoffelijke overschotten (laissez-passer), informatie voor bedrijven, inschrijving op de kieslijst en de stemming bij verkiezingen, voorlichting over wetgeving enzovoort. Een consulaat ressorteert onder het ministerie van buitenlandse zaken van het zendend land.
Waar een ambassade formeel de vertegenwoordiging is van de ene staat, het zendend land, en daarvan in het kader van de internationale betrekkingen de belangen behartigt bij een andere staat, het ontvangend land, vertegenwoordigt een consulaat een land bij de bevolking van een ander land, met name op het gebied van de burgerlijke stand, het verlenen van visa en het bevorderen van handelscontacten. Veelal wordt een consulaat een diplomatieke post genoemd en een ambassade een diplomatieke missie. Vrijwel altijd zijn ambassades gevestigd in de hoofdstad van het ontvangend land, terwijl de consulaten (tevens) kunnen zijn gevestigd in belangrijke handels- of havensteden. Veelal hebben ambassades ook een consulaire afdeling. 
Het consulaat is een lagere diplomatieke vertegenwoordiging dan een ambassade met ambassadeur. Indien het begrip in enge zin wordt genomen, is een consul, anders dan een ambassadeur, géén "diplomaat". In ruime zin genomen vallen echter zowel ambassadeurs als consuls wel onder de noemer diplomaten, hetgeen aanleiding kan zijn tot verwarring.
In veel gevallen heeft een land naast een ambassade ook nog een of meer consulaten in een land, vaak verspreid over diverse regio's (Mexico heeft bijvoorbeeld in bijna alle staten van het buurland de Verenigde Staten een consulaat). Grote consulaten worden soms tot consulaat-generaal benoemd met een consul-generaal aan het hoofd. In dat geval ressorteert een aantal gewone consulaten onder een bepaald consulaat-generaal. Nederland heeft bijvoorbeeld in de Verenigde Staten consulaten-generaal in San Francisco, Miami, New York en Chicago. De consulaten in Los Angeles, Seattle, Honolulu, Phoenix, Portland, Salt Lake City en Denver behoren tot de jurisdictie van het consulaat-generaal in San Francisco. De meeste kleinere Nederlandse consulaten in de Verenigde Staten hebben een honorair consul aan het hoofd. In België is de Nederlandse consulaire vestiging in Antwerpen een consulaat-generaal. De eerder gewone consulaten in Gent, Luik en Namen zijn opgeheven. In Duitsland heeft Nederland nog  consulaten-generaal in Düsseldorf en in München. De eerdere onderhorige consulaten in Emden, Bremen en Hannover, en de consulaten in Aken, Kleef, Keulen en Münster zijn opgeheven.

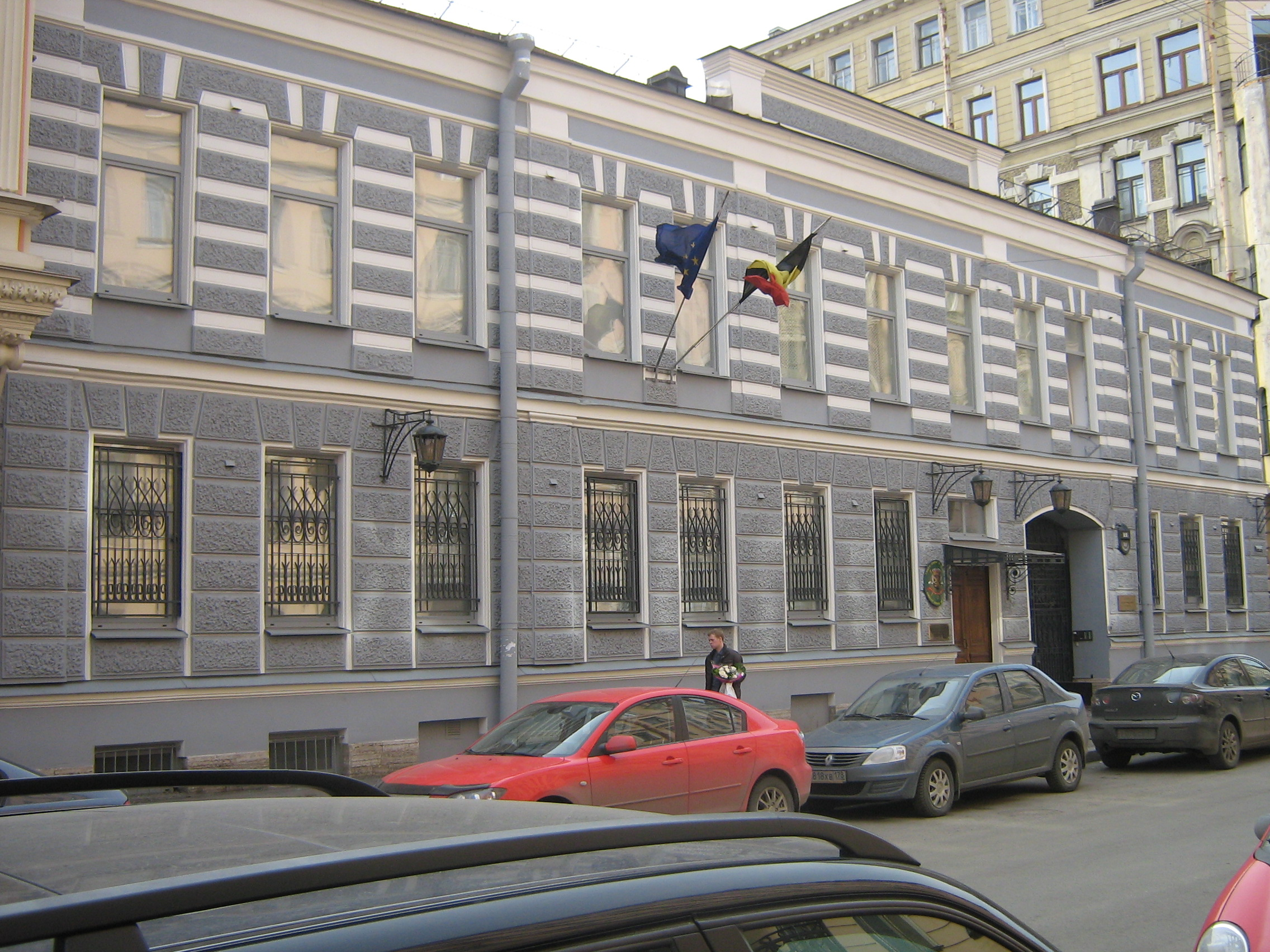
Consulaat van België in Sint-Petersburg, Rusland

Naast de gewone consul is er ook het instituut van de consul-honorair of ereconsul. Dit is soms een burger van het land waar het consulaat is gevestigd en niet van het land waarvoor hij consul is. Een consul-honorair verleent diplomatieke diensten, maar is ook adviseur voor bedrijven en burgers die in het land dat hij vertegenwoordigt zaken willen doen. De consul-honorair wordt veelal aangesteld vanwege zijn sociale netwerk. De consul-honorair geniet, evenals personeel uit het land waar het consulaat gevestigd is, geen diplomatieke onschendbaarheid. Er bevinden zich ereconsulaten van België in Nederland in Groningen, Maastricht, Nijmegen, Roosendaal, Rotterdam, Terneuzen, Vlissingen, en in Willemstad op Curaçao.
Veelal vervullen een of meer lager geplaatste consulair agenten de rol van vice-consul.
De bevoegdheden van consuls zijn in het volkenrecht vastgelegd in het Verdrag van Wenen inzake consulair verkeer. 
Een van de taken van de consulaten is ook het behartigen van de belangen van de onderdanen van het zendend land wanneer deze in het ontvangend land in aanraking komen met justitie. Op grond van artikel 36 van het Verdrag van Wenen inzake consulaire betrekkingen moeten de autoriteiten van de ontvangende staat de consulaire post van de zendstaat onverwijld daarover inlichten wanneer binnen zijn ressort een onderdaan van die staat is gearresteerd, gevangengenomen of in voorarrest is geplaatst, dan wel op enigerlei andere wijze in verzekerde bewaring is gesteld, indien de betrokkene daarom verzoekt. De autoriteiten dienen de betrokken vreemdeling onverwijld over dat recht te informeren. In het Nederlands vreemdelingenrecht wordt dat geregeld in artikel 5.5 van het Vreemdelingenbesluit 2000.